# لويس إي بروس
لويس إي بروس (بالإنجليزية: Louis E. Brus)‏ (و. 1943  م) هو كيميائي، وفيزيائي، وأستاذ جامعي أمريكي، ولد في كليفلاند، أوهايو، هو عضوٌ في الأكاديمية الوطنية للعلوم منذ 2004، والأكاديمية النرويجية للعلوم والآداب، والأكاديمية الأمريكية للفنون والعلوم.

## جوائز
حصل على جوائز منها:
- جائزة نوبل في الكيمياء في 2023[19][20]
- جائزة ولش في الكيمياء  [لغات أخرى]‏ في 2013
- جائزة باور للإنجازات العلمية  [لغات أخرى]‏ في 2012[21]
- وسام بنجامين فرانكلين في 2012
- Clarivate Citation Laureates [الإنجليزية]‏ في 2012[22]
- جائزة بيتر ديباي في الكيمياء الفيزيائية [الإنجليزية]‏ في 2011[23]
- جائزة الأكاديمية الوطنية للعلوم في العلوم الكيميائية في 2010
- جائزة جيبس ويلارد  [لغات أخرى]‏ في 2009[24]
- Kavli Prize in Nanoscience ‏ في 2008
- R. W. Wood Prize [الإنجليزية]‏ في 2006
- جائزة إرفينغ لانغموير  [لغات أخرى]‏ في 2001[25][26]